# Mahathir bin Mohamad
Mahathir bin Mohamad (teljes nevén: Datuk Seri Mahathir bin Mohamad, politikai beceneve: dr. M) (Malajzia, Kedah állam, Alor Setar 1925. július 10. –) maláj politikus, miniszter, Malajzia 4. miniszterelnöke 1981 és 2003, valamint hetedikként 2018–2020 között.

## Élete

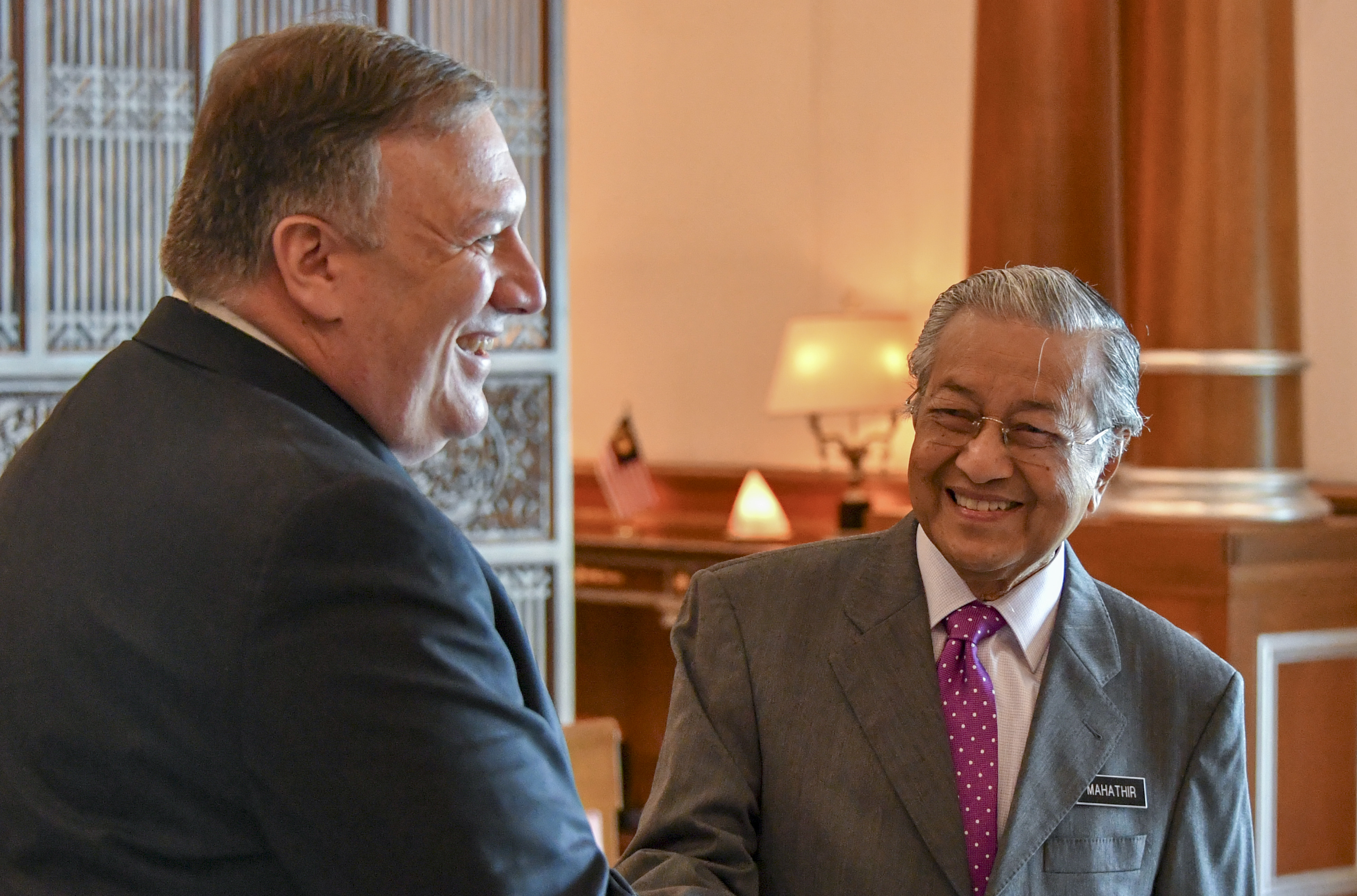
Mahathir és Az Amerikai Egyesült Államok külügyminisztere Mike Pompeo (2018. augusztus 3.)

Mahathir jómódú maláj családból származik, orvosként diplomázott a szingapúri Malaya Egyetemen 1953-ban. 1957-ig az állami egészségügyben, majd ezt követően magánorvosként praktizált. 1964-ben választották meg először képviselőnek az Egyesült Maláj Nemzeti Szervezet (Pertubuhan Kebangsaan Melayu Bersatu PKMB, angol rövidítése alapján: UMNO) tagjaként. 1970-ben megjelent könyve, A maláj dilemma a háromnemzetiségű ország maláj népességének elmaradottságáról és a kínaiak előnyeiről szólt, valamint javaslatokat fogalmazott meg a malájság felemelkedésének érdekében. A könyv hatalmas botrányt kavart, még a pártjából is kizárták az akkor szélsőségesen nacionalistának minősített munkája miatt.
1974-ben oktatási miniszter, majd 1976-ban miniszterelnök-helyettes lett, 1981-ben pártja, az UMNO elnökévé választották, s ugyanabban az évben nyerte meg a választásokat, és Husszein Onnt váltva lett Malajzia 4. miniszterelnöke. A nevében szereplő Datuk Seri valójában egy méltóságnév, amit kormányfőként kezdett használni. Miniszterelnökként részben szakítva korábbi nacionalista politikájával az ország nemzetiségi és felekezeti ellentéteinek csillapítása mellett a gazdaságélénkítést, azon belül elsősorban az iparfejlesztést támogatta. Ugyanakkor a maláj népesség vezető szerepének erősítésén is fáradozott, legalábbis a malájok gazdasági pozícióinak javítását kívánta elérni, összekötve ezt az ország egészének fejlődésével. Híres jelszava, a Keletre nézz! egyfelől a régión belüli kereskedelem növelését, másfelől a japán gazdaságfejlődés mintájának követését jelentette. Politikájában egyszerre jelentkezett a kiegyensúlyozottságra való törekvés, a kompromisszumképesség, ugyanakkor a föderatív állam egységének megteremtése érdekében számos határozott intézkedést, a malájság erősödésének eléréséért pedig elfogult döntéseket is hozott. Összességében azonban 22 éves miniszterelnökségének eredményéül az ország saját erőből való nagyon jelentős gazdasági fejlődését és a három nagy nemzetiség: a malájok, kínaiak és indiaiak viszonylag békés együttélését, a megosztottság tompítását tartották. Ugyanakkor Mahathirt többször bírálták antiszemitizmusa miatt, számos felszólalásában bírálta a zsidóságot, Izraelt és személyesen Soros Györgyöt is.
2003 után sem szakadt el a politikától, sőt, a 2015-ben alakult Pakatan Harapan nevű ellenzéki politikai koalícióban vállalt szerepet, majd a 2018 májusában tartott malajziai választásokat megnyerve a formáció miniszterelnök-jelöltjeként 92 esztendősen ismét betöltötte a kormányfői posztot. A leköszönő Najib Razak – korábbi párttársa az UMNO-ban – a kampányban már ellenfele volt, saját favoritját, Anwar Ibrahimot pedig – akinek a javára ígérete szerint 2020-ban lemond majd – korábban ő maga juttatta börtönbe.
| Elődje: Husszein Onn | Malajzia miniszterelnöke 1981–2003 | Utódja: Abdullah Ahmad Badawi |

| Elődje: Najib Razak | Malajzia miniszterelnöke 2018–2020 | Utódja: Muhyiddin Yassin |